# دیوید کلی (بازیگر)
دیوید کلی (ایرلندی: Dáithí Ó Ceallaigh; ۱۱ ژوئیهٔ ۱۹۲۹ – ۱۲ فوریهٔ ۲۰۱۲) هنرپیشه اهل ایرلند بود. از فیلم‌هایی که وی در آن نقش داشته است، می‌توان به چارلی و کارخانه شکلات‌سازی، گرد ستاره، گوژپشت نتردام، سلطان سرخ، انگشتان سبز، بچه کلسیم و مین ماشین اشاره کرد.